# Буцци, Мишель
Мишель Буцци (фр. Michel Buzzi; род. 25 июня 1939, Женева) — швейцарский яхтсмен, участник двух летних Олимпийских игр в классе Летучий голландец.

## Спортивная биография
В 1957 году Буцци выступил на чемпионате мира в классе Летучий голландец в итальянском Римини. Напарником Зигенталера стал Пьер Зигенталер. Швейцарские яхтсмены были близки к попаданию на пьедестал, но в итоге они заняли только 4-е место.
В 1960 году Мишель Буцци принял участие в летних Олимпийских играх в Риме. Швейцарский спортсмен вместе с Пьером Зигенталером выступил в новом олимпийском классе Летучий голландец. Швейцарские яхтсмены выступали на лодке Fantasio III. Четыре раза в семи гонках Буцци и Зигенталер смогли пробиться в число десяти сильнейших, а по итогам шестой гонки и вовсе заняли второе место. В общем зачёте швейцарский экипаж набрал 4433 очка и занял итоговое 9-е место. 
На летних Олимпийских играх 1964 года в Токио партнёром Буцци стал Жан-Пьер Реневье. За все семь гонок швейцарские спортсмены, выступавшие на лодке Pousse-Moi Pas VII, ни разу не смогли попасть в число десяти сильнейших. Набрав по итога соревнований 1780 очков, Реневье и Буцци заняли итоговое 17-е место. На чемпионате мира 1965 года Буцци занял пятое место.